# Miami Football Club
Pour le club appelé Miami FC de 2006 à 2010 voir Strikers de Fort Lauderdale.
Ne pas confondre avec le FC Miami City, le Miami United FC et l'Inter Miami CF.
Maillots
Actualités
Dernière mise à jour : 22 octobre 2024.
Le Miami FC, est un club professionnel de soccer de 2016 à 2017, et basé à Miami en Floride. Fondé en 2015, il évolue depuis 2020 en 2e division au sein du USL Championship.

## Histoire
Le 20 mai 2015, la NASL annonce l'introduction d'une nouvelle franchise à Miami appartenant au footballeur vedette Paolo Maldini et Riccardo Silva. Baptisée Miami FC, elle intègre la ligue pour la saison 2016. Cette franchise est la deuxième dans l'agglomération de Miami après les Strikers de Fort Lauderdale qui a rejoint la NASL dès sa création en 2011.
Le 31 août 2015, le joueur légendaire de l'AC Milan, Alessandro Nesta est présenté au public comme entraîneur de l'équipe pour sa saison inaugurale.
Avec la suspension de la NASL, le Miami FC évolue dans le championnat amateur de NPSL en 2018 et 2019. Il rejoint ensuite la National Independent Soccer Association, une nouvelle ligue professionnelle, pour sa saison d'automne inaugurale en septembre 2019.
Le 11 décembre 2019, le Miami FC rachète les droits pour évoluer en USL Championship qui étaient détenu par le Fury d'Ottawa. Il évolue dans cette ligue professionnelle dès la saison 2020.

## Palmarès et records

### Palmarès
| Compétitions nationales | Trophées mineurs                 |
| - North American Soccer League - Vainqueur de la saison régulière : Spring 2017 et Fall 2017 - National Premier Soccer League - Vainqueur de la saison régulière : 2018 et 2019 - Vainqueur des séries éliminatoires : 2018 et 2019 - National Independent Soccer Association - Vainqueur de la saison régulière : 2019-2020 - Vainqueur des séries éliminatoires : 2019-2020 | - Coastal Cup - Vainqueur : 2017 |

### Bilan par saison
| Année | Saison régulière | Saison régulière | Saison régulière | Saison régulière | Saison régulière | Saison régulière | Saison régulière | Saison régulière | Saison régulière | Saison régulière | Séries       | US Open Cup     | Affl. moy. saison régulière | Affl. moy. séries éliminat. |
| Année | Ligue            | Place            | M                | V                | N                | D                | BP               | BC               | Pts              | Général          | Séries       | US Open Cup     | Affl. moy. saison régulière | Affl. moy. séries éliminat. |
| ----- | ---------------- | ---------------- | ---------------- | ---------------- | ---------------- | ---------------- | ---------------- | ---------------- | ---------------- | ---------------- | ------------ | --------------- | --------------------------- | --------------------------- |
| 2016  | NASL Spring      | 11e              | 10               | 1                | 4                | 5                | 7                | 15               | 7                | 7e               | Non qualifié | Troisième tour  | 5 427                       | N/Q                         |
| 2016  | NASL Fall        | 5e               | 22               | 9                | 6                | 7                | 31               | 27               | 33               | 7e               | Non qualifié | Troisième tour  | 5 427                       | N/Q                         |
| 2017  | NASL Spring      | 1er              | 16               | 11               | 3                | 2                | 33               | 11               | 36               | 1er              | Demi-finale  | Quart de finale | 5 172                       | 7 115                       |
| 2017  | NASL Fall        | 1er              | 16               | 10               | 3                | 3                | 28               | 17               | 33               | 1er              | Demi-finale  | Quart de finale | 5 172                       | 7 115                       |

## Personnalités du club

### Entraîneurs
Le tableau suivant présente la liste des entraîneurs du club depuis 2016.
| Rang | Nom              | Période    |
| ---- | ---------------- | ---------- |
| 1    | Alessandro Nesta | 2016-2017  |
| 2    | Paul Dalglish    | 2018 - ??? |
| 3    | Antonio Nocerino | 2023-2024  |

### Joueurs emblématiques
- Adaílton
- Jorge Luis Corrales
- Darío Cvitanich
- Matuzalém
- Wilson Palacios
- Dane Richards